# Thrypticus fraterculus
Thrypticus fraterculus är en tvåvingeart som beskrevs av Wheeler 1890. Thrypticus fraterculus ingår i släktet Thrypticus och familjen styltflugor. Inga underarter finns listade i Catalogue of Life.